# Linea Fujisaki
La linea Fujisaki (藤崎線?, Fujisaki-sen) è una linea ferroviaria giapponese di proprietà della Kumamoto Denki Tetsudō, che collega la stazione di Kita-Kumamoto a Kita-ku,  alla stazione Fujisaki Miyamae a Chūō-ku, nella città di Kumamoto, prefettura di Kumamoto.

## Storia
La linea fu aperta nel 1913. La linea si estendeva fino alla stazione di Kami-Kumamoto da un lato e a Kikuchi dall'altro. La sezione tra Kita-Kumamoto e Kikuchi fu trasferita alla linea Kikuchi il 1° ottobre 1950 e la sezione tra Fujisakigū-mae e Kami-Kumamoto fu trasferita al tram di Kumamoto come linea Tsuboi il 1º giugno 1954. La linea Tsuboi cessò le operazioni nel 1970.
Il 1º ottobre 2019 viene introdotta la numerazione delle stazioni.

## Caratteristiche
- Lunghezza: 2,3 km
- Scartamento: 1.067 mm
- Alimentazione: 600 V CC tramite catenaria
- Numero di binari: Binario unico

## Modulo operazione
Tutti i treni sulla linea proseguono oltre la stazione di Kita-Kumamoto fino alla stazione di Miyoshi sulla linea Kikuchi. I treni circolano ogni 15 minuti durante le ore di punta e ogni 30 minuti nelle altre ore.
La stazione Fujisakigū-mae, che è l'ultima stazione, è la stazione più vicina al santuario Fujisaki Hachiman-gū, quindi quando ogni anno a settembre si tiene il Festival autunnale del santuario Fujisaki Hachiman-gū, per questo motivo vengono allestiti treni speciali. Inoltre ci sono orari temporanei a Capodanno per accogliere i visitatori.

## Percorso
Tutte le stazioni si trovano nella città di Kumamoto, nella prefettura di Kumamoto. I numeri delle stazioni saranno introdotti dal 1 ottobre 2019.
| N°   | Stazione       | Stazione | Distanza (km) | Collegamenti                        |
| ---- | -------------- | -------- | ------------- | ----------------------------------- |
| KD08 | Kita-Kumamoto  | 北熊本   | 0.0           | Kumaden: Kikuchi (interconnessione) |
| KD07 | Kurokamimachi  | 黒髪町   | 1.2           |                                     |
| KD06 | Fujisakigū-mae | 藤崎宮前 | 2.3           |                                     |